# 三八街道
三八街道，是中华人民共和国安徽省宿州市埇桥区下辖的一个乡镇级行政单位。

## 行政区划
三八街道下辖以下地区：
光彩社区、迎宾社区、银河社区、港利社区、华电社区、三八村、杨庙村、大吴村、三里村、十里村和九里村。